# Atlanta Hawks 2013-2014

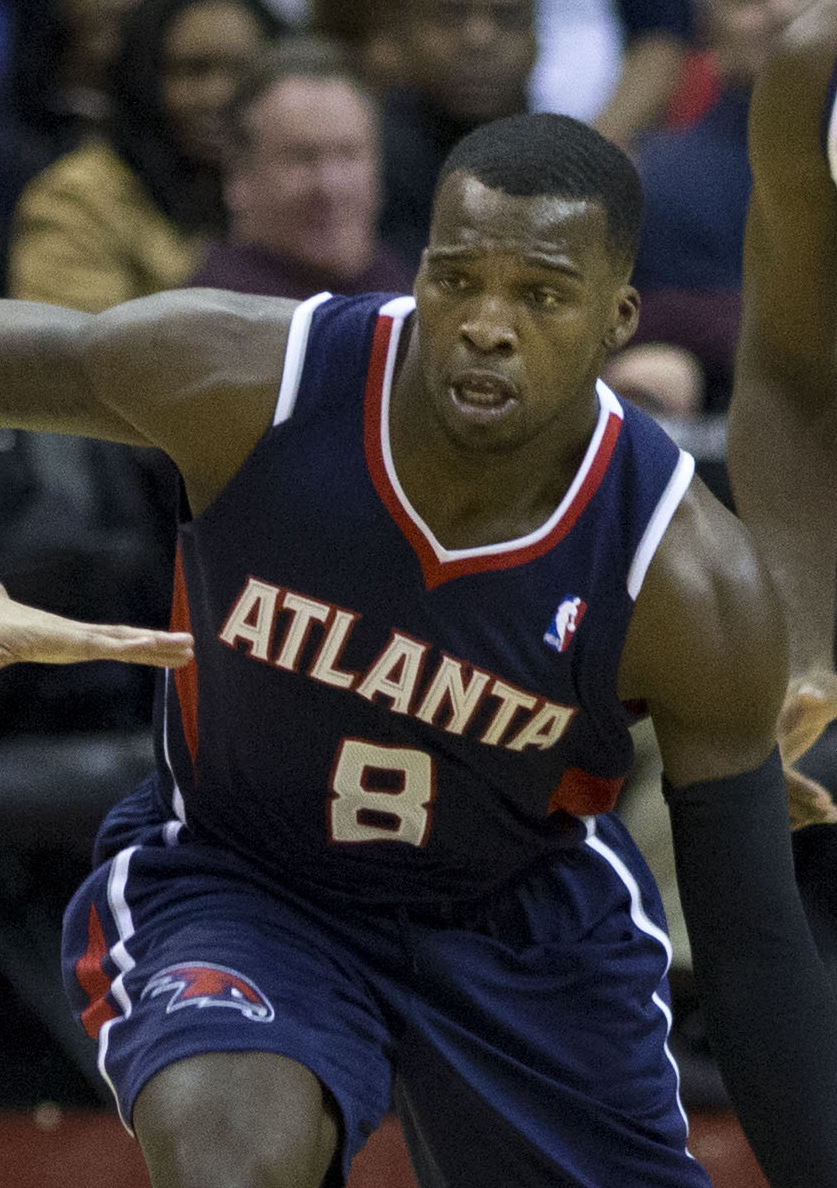
Shelvin Mack con la maglia degli Atlanta Hawks nel 2013

La stagione 2013-14 dei Atlanta Hawks fu la 65ª nella NBA per la franchigia.
Gli Atlanta Hawks arrivarono quarti nella Southeast Division della Eastern Conference con un record di 38-44. Nei play-off persero al primo turno con gli Indiana Pacers (4-3).

## Roster
| N° | Naz.                          | Ruolo | Sportivo         | Anno | Alt. | Peso \|\| |
| -- | ----------------------------- | ----- | ---------------- | ---- | ---- | --------- |
| 0  | Stati Uniti (bandiera)        | G     | Jeff Teague      | 1988 | 188  | 82        |
| 2  | Stati Uniti (bandiera)        | A     | James Nunnally   | 1990 | 201  | 93        |
| 3  | Stati Uniti (bandiera)        | P     | Lou Williams     | 1986 | 188  | 79        |
| 4  | Stati Uniti (bandiera)        | A     | Paul Millsap     | 1985 | 203  | 111       |
| 5  | Stati Uniti (bandiera)        | A     | DeMarre Carroll  | 1986 | 203  | 96        |
| 6  | Macedonia del Nord (bandiera) | A     | Pero Antić       | 1982 | 211  | 118       |
| 7  | Stati Uniti (bandiera)        | G     | Jared Cunningham | 1991 | 193  | 88        |
| 8  | Stati Uniti (bandiera)        | G     | Shelvin Mack     | 1989 | 191  | 98        |
| 12 | Stati Uniti (bandiera)        | G     | John Jenkins     | 1991 | 193  | 100       |
| 14 | Messico (bandiera)            | C     | Gustavo Ayón     | 1985 | 208  | 113       |
| 15 | Rep. Dominicana (bandiera)    | C     | Al Horford       | 1986 | 208  | 111       |
| 17 | Germania (bandiera)           | G     | Dennis Schröder  | 1993 | 185  | 76        |
| 20 | Stati Uniti (bandiera)        | A     | Cartier Martin   | 1984 | 201  | 100       |
| 26 | Stati Uniti (bandiera)        | GA    | Kyle Korver      | 1981 | 201  | 96        |
| 31 | Stati Uniti (bandiera)        | C     | Mike Muscala     | 1991 | 211  | 108       |
| 32 | Stati Uniti (bandiera)        | AP    | Mike Scott       | 1988 | 203  | 108       |
| 42 | Stati Uniti (bandiera)        | A     | Elton Brand      | 1979 | 203  | 125       |
| 45 | Stati Uniti (bandiera)        | C     | Dexter Pittman   | 1988 | 211  | 140       |

## Staff tecnico
- Allenatore: Mike Budenholzer
- Vice-allenatori: Kenny Atkinson, Darvin Ham, Taylor Jenkins, Quin Snyder, Jim Thomas
- Vice-allenatore per lo sviluppo dei giocatori: Pete Radulovic
- Preparatore fisico: Jeff Watkinson
- Preparatore atletico: Wally Blase